# Блинчатый пирог
Блинчатый пирог — закусочное блюдо и гарнир к прозрачным супам в русской кухне. Представляет собой запечённый в духовом шкафу пирог из поджаренных с одной стороны блинов, прослоенный начинкой. Пирог собирают в форме, смазанной маслом и посыпанной сухарной крошкой. Десертный блинчатый торт промазывают сметанным кремом. Собранный по принципу блинчатого сладкий пирог из лепёшек на дрожжевом тесте носит в русской кухне немецкое название «обертух».  
Традиция блинчатых пирогов восходит ещё к «Росписи царским кушаньям», где неоднократно упоминается пирог «с блинцы» или «с блины», и сохранялось вплоть до начала XX века. В те времена блинчатые пироги запекали в горшках. Народное названия блинчатого пирога «попадьин» вероятно объясняется тем, что священников часто одаривали блинами, варёными яйцами и творогом — готовым набором ингредиентов для подового или печённого на сковороде пирога.
В блинчатом пироге могут использоваться сразу несколько начинок, например, из отварной и пропущенной через мясорубку телятины, каши, рубленых варёных яиц. К блинчатому пирогу, сервируемому в качестве закуски, подают растопленное сливочное масло. В ресторанной кухне блинчатые пироги, например, с рубленой курятиной в белом соусе или фаршем из отваренного ливера с репчатым луком, подают порционно в качестве гарнира на отдельной пирожковой тарелке к бульонам, сервируемым в чашках. Е. И. Молоховец называет такой отдельно сервируемый гарнир «караваем из блинчиков» и предлагает подавать его начинённым манной кашей или творогом не только к прозрачным супам, но и щам и борщам. Блинчатыми пирожками называют кромески.